# Bowser
Bowser, conegut al Japó com Rei Koopa (japonès: クッパ), és un personatge fictici dels videojocs de Mario. Es tracta d'una tortuga amb pues a la closca i banyes i és el gran enemic de Mario i Luigi (encara que en alguns jocs Bowser i Mario lluiten junts contra un enemic comú, com en el cas del joc Mario & Luigi: Superstar Saga i Super Mario RPG: Legend of Seven Stars).
Bowser va ser creat pel dissenyador i productor de Nintendo Shigeru Miyamoto. Miyamoto havia imaginat per primera vegada a Bowser com un bou, basat en el Rei Bou de la pel·lícula d'animació de Toei Alakazam the Great. Tanmateix, el dissenyador de Nintendo Takashi Tezuka va assenyalar que el personatge s'assemblava molt més a una tortuga que a un bou. Aleshores, Miyamoto i Tezuka van començar a redissenyar el seu aspecte per reflectir un líder de les Koopa Troopas semblants a les tortugues. En el seu disseny final, Miyamoto va comentar que podria fer que Bowser "es vegi genial ara".
Bowser ha capturat a la Princesa Peach en innombrables ocasions i ha tractat de conquerir el Regne Xampinyó/"Dels Fongs" (Mushroom Kingdom) des de la seva aparició en Super Mario Bros., encara que els seus plans sempre fracassen. Sent una representació de la força bruta, en general, Mario assoleix derrotar-lo usant la intel·ligència, aprofitant els elements del lloc on lluiten.
La seva primera aparició va ser al joc Super Mario Bros. per la consola NES de Nintendo, l'any 1985.